# Walking with Strangers
Walking with Strangers — третий студийный альбом канадской рок-группы The Birthday Massacre. Релиз альбома в Северной Америке состоялся 10 сентября, а в Европе — 21 сентября 2007 года.
Песня «To Die For» является переработанной и заново записанной версией того же трека, который присутствует на первом альбоме группы, Nothing & Nowhere.
«Remember Me», которая до этого была выпущена на демозаписи Imagica, также переработана и вновь записана в лучшем качестве.

## Синглы
Первый сингл, «Red Stars», был доступен для скачивания через ITunes с 21 августа 2007 года. EP c песней «Looking Glass» был выпущен 6 мая 2008 года.

## Список композиций
| №   | Название                 | Длительность |
| --- | ------------------------ | ------------ |
| 1.  | «Kill the Lights»        | 3:55         |
| 2.  | «Goodnight»              | 4:02         |
| 3.  | «Falling Down»           | 4:12         |
| 4.  | «Unfamiliar»             | 3:18         |
| 5.  | «Red Stars»              | 3:41         |
| 6.  | «Looking Glass»          | 4:26         |
| 7.  | «Science»                | 4:04         |
| 8.  | «Remember Me»            | 4:07         |
| 9.  | «To Die For»             | 5:05         |
| 10. | «Walking with Strangers» | 3:55         |
| 11. | «Weekend»                | 3:53         |
| 12. | «Movie»                  | 5:03         |

| Чарт                         | Позиция |
| ---------------------------- | ------- |
| Billboard Top Heatseekers    | 10      |
| Billboard Independent Albums | 32      |